# Rhaphidophora loricata
Rhaphidophora loricata är en insektsart som först beskrevs av Hermann Burmeister 1838.  Rhaphidophora loricata ingår i släktet Rhaphidophora och familjen grottvårtbitare. Inga underarter finns listade i Catalogue of Life.